# Mexicaanse gouverneursverkiezingen 2009

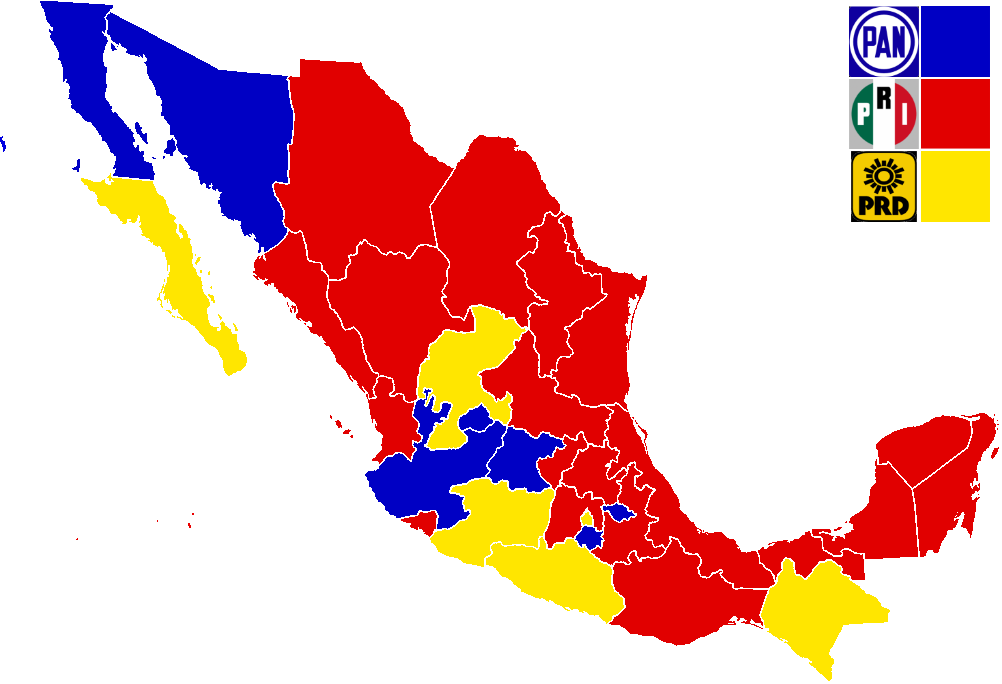
Politieke achtergrond van de gouverneurs in 2009

In verschillende Mexicaanse staten werden op 5 juli 2009 gouverneursverkiezingen gehouden, samenvallend met de Congresverkiezingen.

## Campeche
Hoewel in Campeche een spannende strijd verwacht werd tussen Fernando Ortega Bernés van de Institutioneel Revolutionaire Partij (PRI) en Mario Ávila Lizárraga van de Nationale Actiepartij (PAN) wist Ortega Bernés de verkiezing redelijk eenvoudig te winnen.

## Colima
De verkiezing in Colima werd gewonnen door PRI-kandidaat Mario Anguiano Moreno met een krappe marge op PAN-kandidaat Martha Sosa Govea.

## Nuevo León
Vooral naar de verkiezing in Nuevo León, de rijkste staat van Mexico, werd uitgekeken. Er was sprake van een nek-aan-nekrace tussen PAN-kandidaat Fernando Elizondo Barragán en PRI-kandidaat Rodrigo Medina de la Cruz, hoewel Medina uiteindelijk met 49% tegen Elizondo's 43,4% duidelijk wist te winnen.

## Querétaro
Ook in Querétaro werd een nek-aan-nek race tussen de PRI, vertegenwoordigd door José Calzada Rovirosa, en de PAN, met Manuel González Valle als kandidaat. Ook hier won de PRI, met 48,81% tegen 43,98%. De nederlaag was gevoelig voor de PAN, die hiermee de staat, normaliter een PAN-bolwerk, kwijtraakte aan de PRI.

## San Luis Potosí
In San Luis Potosí was de strijd tussen Fernando Toranzo Fernández voor de PRI en Alejandro Zapata Perogordo voor de PAN. Toranzo won met een nipte marge, waardoor de PAN de staat kwijtraakte aan de PRI.

## Sonora
De verkiezing in Sonora was de meest omstreden. Een maand voor de verkiezingen had een brand in een kinderdagverblijf in Hermosillo aan 47 kinderen het leven gekost, en de staatsoverheid werd ervan beschuldigd de beveiliging verwaarloosd te hebben en niet adequaat te hebben opgetreden. Gouverneur Eduardo Bours wuifde echter alle beschuldigingen van de hand, waarmee hij zich niet populair maakte. Waarschijnlijk is dit de belangrijkste reden dat Alfonso Elías Serrano, de kandidaat van Bours' PRI, de verkiezingen verloor aan PAN-kandidaat Guillermo Padrés Elías. De beide heren waren overigens neven van elkaar. De overwinning van Padrés betekende dat de PRI voor het eerst sinds mensenheugenis het gouverneurschap van Sonora kwijtraakte, en tevens was dit de enige grote nederlaag van de PRI, die alle andere gouverneursverkiezingen had gewonnen en ook tijdens de gelijktijdige congresverkiezingen een grote overwinning had geboekt.